# Gallese
Gallese est une commune italienne de la province de Viterbe dans la région Latium en Italie.

## Monuments et patrimoine
- Cathédrale de Gallese
- Tombe falisque Profiri

## Administration
| Période                                  | Période | Identité | Étiquette | Qualité |
| ---------------------------------------- | ------- | -------- | --------- | ------- |
|                                          |         |          |           |         |
| Les données manquantes sont à compléter. |         |          |           |         |

### Communes limitrophes
Calvi dell'Umbria, Civita Castellana, Corchiano, Magliano Sabina, Orte, Otricoli, Vasanello, Vignanello

### Personnalités nées à Gallese
- Ennio Fantastichini
- Marin Ier
- Romain (pape)
- Marco Scacchi